# Sunao Katabuchi
Sunao Katabuchi (片渕須直?, Katabuchi Sunao; Hirakata, 10 agosto 1960) è un regista e sceneggiatore giapponese.
Noto soprattutto per il suo lavoro all'interno dell'industria anime, è anche docente presso il liceo d'arte presso la Nihon University.

## Biografia

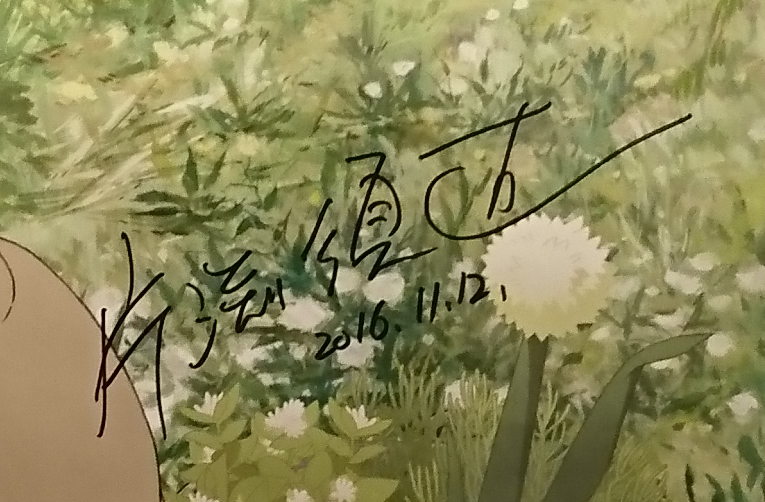
La firma di Sunao Katabuchi, 2016

Mentre studiava presso la Nihon University, Katabuchi partecipò al team di scrittura de Il fiuto di Sherlock Holmes, diretto da Hayao Miyazaki. Dopo aver completato gli studi, andò a lavorare presso il Telecom Animation Film.
Nel 1999, Katabuchi entrò nello Studio 4°C, per il quale realizzò nel 2001 Arete-hime, che vinse l'anno successivo l'Excellent Works of the Year nella sezione Domestic Feature Film Category del Tokyo International Anime Fair. Successivamente venne assunto dalla Madhouse, lavorando per svariati anime, tra cui quello tratto da Black Lagoon.
Nel 2016, Katabuchi girò In questo angolo di mondo, che ricevette il plauso della critica e ottenne molti riconoscimenti.
È sposato con Chie Uratani, anche lei regista di anime.

## Riconoscimenti
- Arete-hime – Tokyo International Anime Fair – Excellent works of the year nella categoria Domestic Feature Film Category (2002)
- Shinko e la magia millenaria – Ottawa International Animation Festival – Miglior film d'animazione (2009)
- Shinko e la magia millenaria – Japan Media Arts Festival 2010 – The Excellence Award in the Animation Division (2010)[3]
- Shinko e la magia millenaria – Brussels Animation Film Festival 2010 – Anima 2010 BETV/Audience Awards for Feature Film Competition (2010)
- Shinko e la magia millenaria – Cine Junior International Film Festival 2010 – Audience Award
- In questo angolo di mondo – Hiroshima International Film Festival – The Hiroshima Peace Film Award (2016)[4]
- In questo angolo di mondo – Kinema Junpo Awards 2017 – Miglior regista / Miglior film giapponese (2017)[5]
- In questo angolo di mondo – Mainichi Film Awards 2017 – Ōfuji Noburō Award (2017)[6]
- In questo angolo di mondo – Blue Ribbon Awards 2017 – Miglior regista (2017)[7]
- In questo angolo di mondo – Tokyo Sports Film Award 2017 – Miglior regista (2017)[8]
- In questo angolo di mondo – Japan Academy Prize 2017 – Miglior film d'animazione dell'anno (2017)[9]
- In questo angolo di mondo – Culture of Child Welfare Award 2017 – Categoria Film/Media (2017)[10]
- In questo angolo di mondo – The Minister of Education, Culture, Sports, Science and Technology's Art Encouragement Prize 2017 – Categoria miglior film (2017)[11]

## Filmografia

### Cinema
- Kiki - Consegne a domicilio - Assistente alla regia, 1989
- Kono Hoshi no Ue ni  (この星の上に?) - Regista, 1998[12]
- Arete-hime (アリーテ姫?) - Regista, sceneggiatore, 2001
- Shinko e la magia millenaria (マイマイ新子と千年の魔法?) - Regista, sceneggiatore, 2009
- In questo angolo di mondo (この世界の片隅に?, Kono sekai no katasumi ni) - Regista, sceneggiatore, 2016

### Televisione
- The Blinkins: The Bear And The Blizzard - Regista, 1986
- Meiken Lassie - Regista, 1996
- Black Lagoon - Regista, sceneggiatore, 2006
- Black Lagoon The Second Barrage - Regista, sceneggiatore, 2006

### OVA
- Black Lagoon Roberta's Blood Trail - Regista, sceneggiatore, 2010

### Videogiochi
- Ace Combat 04: Shattered Skies (2001) - Regista e sceneggiatore delle sequenze animate
- Ace Combat 5: The Unsung War (2004) - Sceneggiatore
- Ace Combat 7: Skies Unknown (2019) - Sceneggiatore

### Pubblicità
- Panasonic 3CCD lovery size ({{{2}}}?) - Regista dell'animazione, 2004
- Toyota ITS Ha:mo Concept movie Road to promise - Regista, 2012
- NHK Flowers blossom (花は咲く?, hana wa saku) - Regista, 2013[13][14]